# Hoya rintzii
Hoya rintzii ist eine Pflanzenart der Gattung der Wachsblumen (Hoya) aus der Unterfamilie der Seidenpflanzengewächse (Asclepiadoideae).

## Merkmale
Hoya rintzii ist eine terrestrische oder epiphytische, windend-kletternde Pflanzenart. Die Triebe sind kahl, sind im Querschnitt rundlich und sind 3 bis 5 mm dick. Sie werden bis zu 10 m lang und besitzen zahlreiche Haftwurzeln; ältere Triebe verholzen. Die Internodien sind 5 bis 20 cm lang. Die gestielten Blätter sind gegenständig. Die Blattstiele sind 1,5 bis 3,5 cm lang und im Querschnitt rund. Die fleischigen, steifen und dicken Blattspreiten sind elliptisch bis länglich-eiförmig; getrocknet werden sie ledrig. Sie haben eine Länge von 5 bis 10 cm (in Ausnahmefällen bis 20 cm), und eine Breite von 3 bis 6,5 cm. Die Oberseite ist dunkelgrün mit ein paar wenigen grauen Flecken, die Unterseite hellgrün. Der Apex ist gerundet, nur selten auch spitz, an der Basis treffen die Spreitenränder in spitzem Winkel auf die Mittelrippe. Es sind drei bis fünf Paare von sekundären Blattadern vorhanden, die mit einem Winkel von 30 bis 45° von der Mittelrippe abzweigen. Auf der Oberseite ist die Blattnervatur etwas heller als die Blattfarbe, auf der Unterseite ist sie nicht sichtbar.

### Generative Merkmale
Die doldenförmigen, vielblütigen Blütenstände sind ausdauernd und entspringen einzeln den Nodien zwischen den Blattstielen. Sie sind zunächst negativ geotrop bzw. wachsen nach oben, später sind sie positiv geotrop, d. h. sie hängen nach unten. Die Dolden können kugelförmig sein, oder eine konvex gewölbte Abschlusskante haben. Sie bestehen aus bis zu 35 Einzelblüten und haben einen Durchmesser von 20 bis 25 mm, in Ausnahmefällen auch bis 35 mm. Die im Querschnitt runden Schäfte der Blütenstände sind 0,5 bis 1,5 cm lang, in seltenen Ausnahmefällen auch bis 9 cm, und haben eine Dicke von 2 bis 3 mm. Sie tragen oft die Narben der früheren, abgefallenen Einzelblüten. Die papillösen Blütenstiele sind im Querschnitt rund, 8 bis 11 mm lang (selten auch nur 6 mm) und messen 0,6 bis 0,8 mm im Durchmesser. Die weißen Knospen sind sternförmig. Die pink-roten Kelchblätter sind verkehrt-eiförmig mit einem gerundeten Apex; sie sind 0,8 bis 1,2 mm lang und 0,7 bis 1 mm breit. Sie alternieren mit einzeln stehenden Drüsen an der Basis. Die Ränder sind unregelmäßig. Die creme-weiße Blütenkrone ist glockenförmig mit stark zurückgebogenen Kronblattzipfeln. Der Durchmesser der Blütenkrone beträgt 5 bis 6 mm bzw. 7 bis 10 mm, wenn die Kelchblätter ausgebreitet sind. Die Kronblattzipfel sind am Apex dreigeteilt, 2,2 mm lang und 4 bis 4,5 mm breit. Die seitlichen Lappen sind gerundet, der mittlere Lappen spitz; die Lappen sind nach außen gebogen. Auch die Ränder sind etwas nach außen eingerollt. Die Kronblätter sind außen kahl, innen mit Ausnahme der Ränder flaumig behaart. Die fleischige, staminale Nebenkrone ist wachsweiß oder hellgelb mit (oder auch ohne) einem mehr oder weniger deutlich pink, rot oder dunkelbraun gefärbten Zentrum. Sie ist 2 bis 3 mm hoch und misst 5 bis 6 mm im Durchmesser. Die Zipfel der Nebenkrone sind seitlich eingeengt, etwa drei bis vier mal so lang wie breit. Sie sind 2,5 bis 3 mm lang und 2,3 bis 2,5 mm hoch mit einem Grat auf der Oberseite. An der Basis sind die seitlichen Ränder zurück gebogen. Der äußere Fortsatz ist spitz, der innere Fortsatz ist apikulat, d. h. besitzt eine etwas abgesetzte Spitze.
Das Pollinarium ist aufrecht, 550 bis 400 × 450 μm. Die Pollinia sind länglich 400 bis 450 μm und 150 bis 200 μm breit, mit gerundeter Basis und schief abgeschnittenem Apex sowie einem deutlichen, durchsichtigen Rand. Das Retinaculum (auch Corpusculum genannt) ist annähernd rund mit einem Durchmesser von 200 bis 220 μm. Die Caudiculae sind 70 bis 100 μm lang. Das Ovarium ist flaschenförmig, und 1,3 bis 1,5 mm lang. Die Früchte ist schlank und gerade, ca. 14 cm lang bei einem Durchmesser von 4 mm. Samen wurden bisher nicht beschrieben.

### Ähnliche Arten
Hoya rintzii ähnelt Hoya erythrostemma; beide Arten haben elliptische Blattspreiten mit deutlicher Blattnervatur. Hoya rintzii hat jedoch Blätter mit rundem Apex, Hoya erythrostemma hat dagegen Blätter mit spitzem Apex. Die Blütenstände, Blütenstiele und Blüten von Hoya rintzii sind kleiner, die Blütenkrone ist flaumig behaart, gegen lang oder dicht borstig behaart (hispid bis hirsut) bei Hoya erythrostemma. Die Pollinaria besitzen kleinere, rundliche Retinacula und kürzere Caudiculae.

## Geographische Verbreitung und Habitat
Die Art kommt sehr verstreut auf der malaiischen Halbinsel, auf Sumatra und Borneo vor. Sie wächst dort in tropischen Wäldern von Meereshöhe bis etwa 500 m über Meereshöhe entlang von Flüssen, typischerweise als Epiphyt auf Bäumen, die auf die Wasserflächen der Flüsse überhängen.

## Taxonomie
Hoya rintzii wurde 2014 von Michele Rodda, Nadhanielle Simonsson und Sri Rahayu beschrieben. Der Holotyp wurde bereits am 3. Juni 1976 von Richard Edward Rintz am Sungai Langat im Malaysischen Bundesstaat Selangor gesammelt. Der Holotyp RER61 wird im Herbarium des Forest Research Institute Malaysia (Abk. KEP) in Kepong, Bundesstaat Selangor, Malaysia aufbewahrt. Ein Isotypus befindet sich im Herbarium des Royal Botanic Gardens in Kew, Surrey, England.
Die Art ist nach Richard Edward Rintz (1945–) benannt der das Typusexemplar und auch andere Exemplare der Art gesammelt hat. Das Taxon ist allgemein als gültiges Taxon anerkannt.